# Van Zant
Van Zant – amerykański zespół wykonujący muzykę rockową i country, aktywny w latach 1985, 1998–2007 i 2022.

## Historia
Pierwotnie zespół o nazwie Van Zant funkcjonował w 1985 roku, a jego twórcą był Johnny Van Zant. Projekt nagrał album pt. Van Zant w stylu southern rock. Zespół rozpadł się, gdy Johnny Van Zant dołączył do Lynyrd Skynyrd w 1987 roku.
Nazwa Van Zant została przywrócona w 1998 roku, kiedy to Johnny Van Zant podjął współpracę z bratem Donniem, występującym w 38 Special. CMC International wydał album pt. Brother to Brother, który został przyjęty na tyle pozytywnie, że bracia Van Zantowie przygotowali kolejny album – Van Zant II, wydany na początku 2001 roku. W 2005 roku ukazał się pierwszy album Van Zant w stylu country, zatytułowany Get Right with the Man; uzyskał on status złotej płyty i zajął 21. miejsce na liście Billboard 200. W 2007 roku ukazał się album My Kind of Country. Pierwszy album koncertowy duetu, zatytułowany Red White & Blue, wydano w 2016 roku. W 2022 roku grupa wydała singel „Sweet Florida”, dedykowany gubernatorowi Florydy, Ronowi DeSantisowi.

## Dyskografia
- Van Zant (1985)
- Brother to Brother (1998)
- Van Zant II (2001)
- Get Right with the Man (2005)
- My Kind of Country (2007)
- Red White & Blue (2016, koncert)
- Always Look Up (2024)